# قلعه دیده‌بان
قلعه دیده‌بان مرکز فرمانروائی جهانگیریه و بستک، قلعه‌ای تاریخی واقع در غرب استان هرمزگان، یکی از آثارهای تاریخی و از نقاط دیدنی استان هرمزگان در جنوب ایران است.
| به جایی برم کت نباشدنشان |  | به «انجیره» و «قلعه دیدبان» |

«قلعه دیده‌بان» قلعهٔ ایست با موقعیت بسیار عالی سوق‌الجیشی که برفراز «بن‌کوه» انجیره به گویش محلی (انُزُرُه) بین بیخهٔ لشتان و بیخهٔ لمزان، و در ۳۴ کیلومتری بخش کوخرد و ۷۹ کیلومتری جنوب شرقی بستک در نزدیکی پاسگاه سابق دین واقع می‌باشد.

## محکمترین قلاع جهانگیریه
قلعه دیده‌بان یکی از محکمترین قلعه‌های جهانگیریه بوده‌است. آثار این دژ بزرگ برفراز «قلهٔ کوه انجیره»
باقی مانده‌است. شیخ محمد بستکی در مواقع انقلاب، اغتشاش وهرج ومرج کشور مسکن خانواده و مرکز فرمانروائی خود انتخاب کرده وقریب ۲۰ سال در آن قلعه به موجب فرمان‌های نادرشاه و کریم خان زند امور حکومتی بستک وجهانگیریه و بندرعباس و بندر لنگه وجزایر را کاملاً اداره می‌کرد وسراسر این منطقه امنیت وعدالت را برقرار ساخت، باوجودیکه امورات دیوانی (مالیات) ومراجعات عمال دولت مرکزی انجام می‌داد ولی هیچوقت با مأمورین حکومت مرکزی حضوراً نمی‌گرفت ونزدیک نمی‌رفت فقط یک یا دو فقره بحضور نادرشاه وکریمخان زند رسیده بود. حتی چندبار کریمخان زند او را برای ملاقات احضار وتأکید کرده بود که قلعه را تخلیه وترک نماید و به بستک برگردد، بعذری موجه نپذیرفته‌است. شیخ محمد خان مدت ۲۰ سال از فرمانروائی اش در این قلعه سپری نموده‌است.

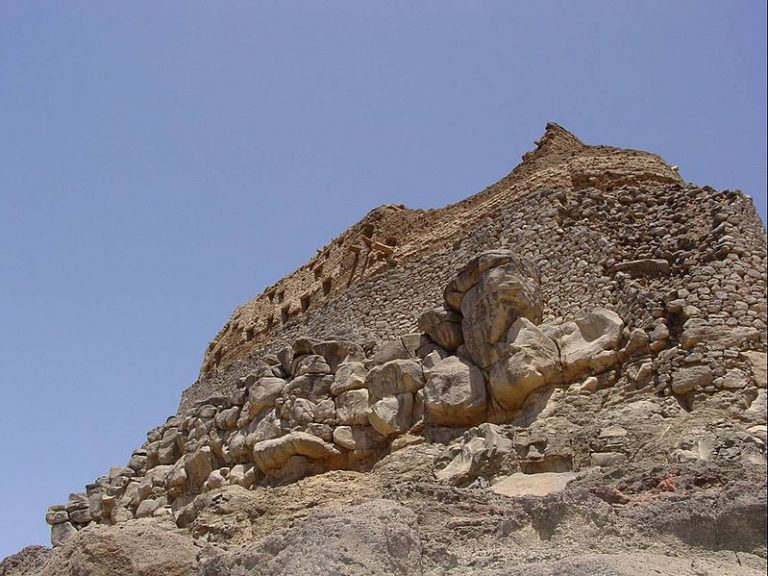
قلعه دیده‌بان